# Glacera Hallstätter
La Glacera Hallstätter (alemany: Hallstätter Gletscher) (anteriorment també anomenada Karleisfeld o Karl Icefield) és la glacera més gran de les muntanyes ￼￼Dachstein.
S'estén￼ immediatament a sota del nord del Hoher Dachstein i gira avall cap al llac Eissee sota la Simonyhütte a una alçada de 2.205 m. A l'est, la glacera Hallstätter està limitada per l'Alt Gjaidstein. Acordonada al seu morro occidental pel Schöberl, de 2.426 m, és rodejada pel flanc oriental del Hohes Kreuz, anant de sud a del nord, i assolint una alçada de 2.837 metres.
En el seu terç superior la glacera circula al voltant d'una fita prominent, l'Eisstein. Al seu cap, al sud és envoltada pel Hunerkogel i el Dirndln.
Altres glaceres del Dachstein són la glacera Gosau a l'oest i la glacera Schladminger a l'est.

## Retirada de la glacera
La glacera és molt sensible al clima, segons es pot veure des de la Simonyhütte al llarg del temps:

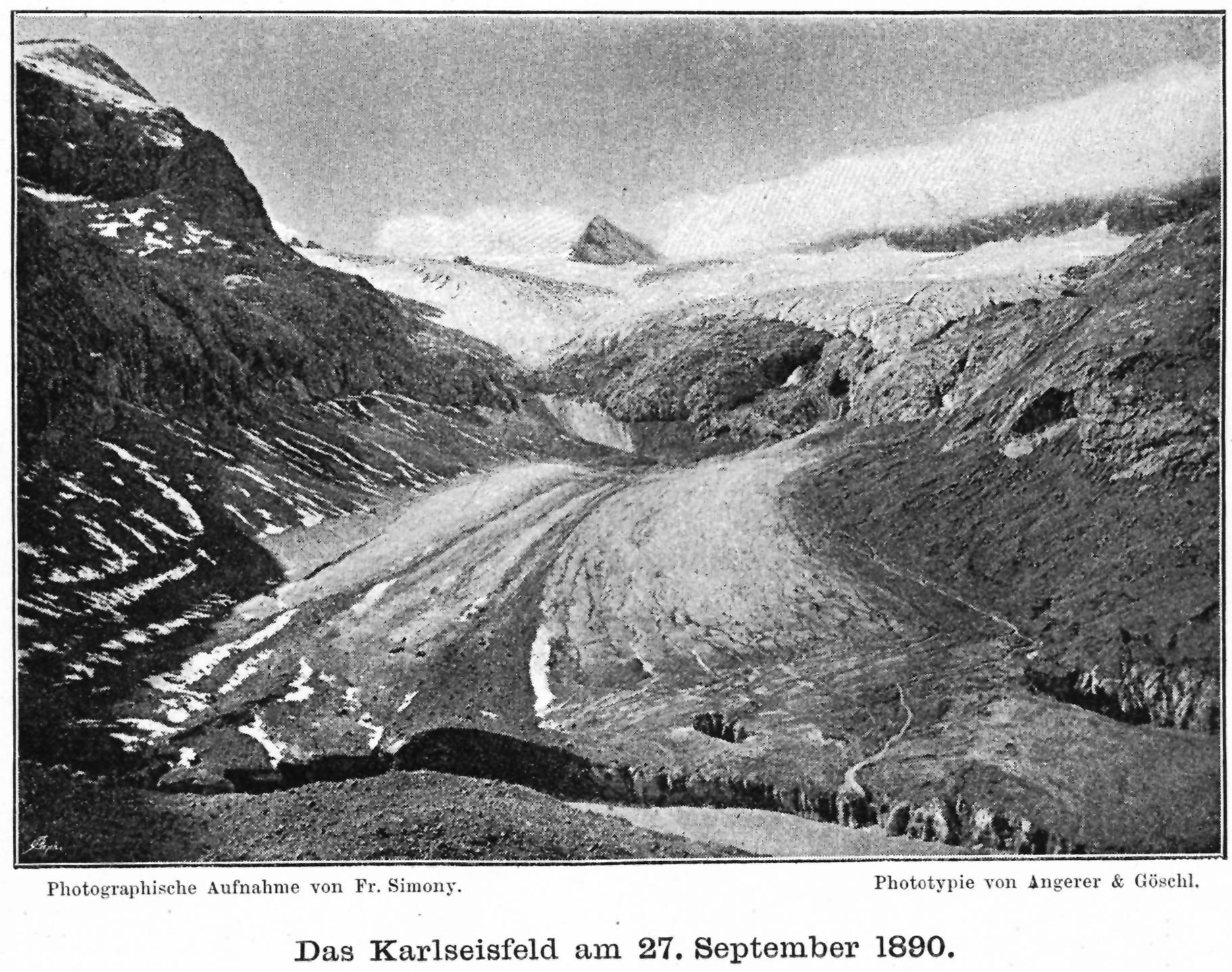
La glacera el 1890
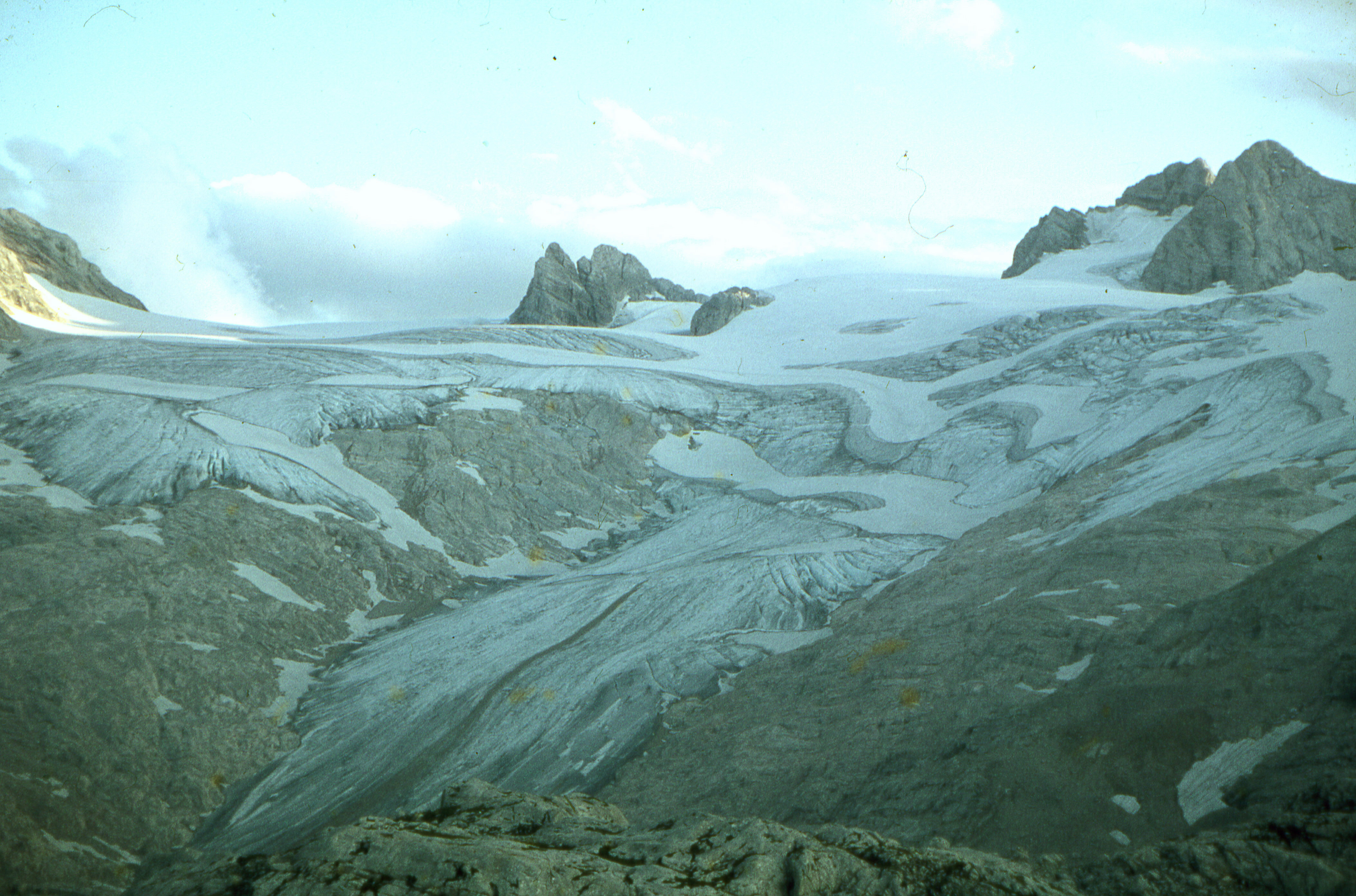
La glacera el 1967
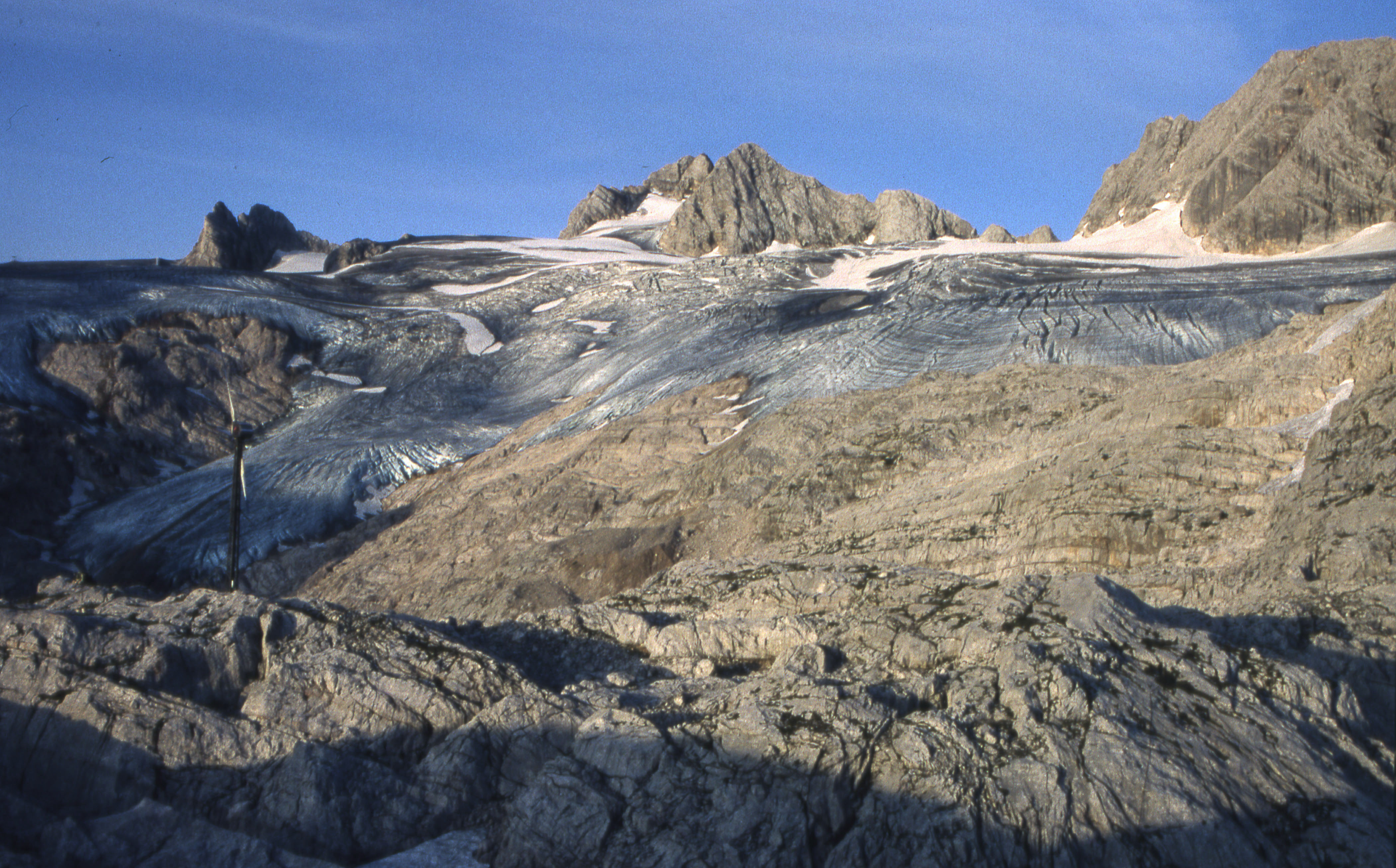
La glacera 25 anys més tard, el 1992